# Stop, Look and Listen

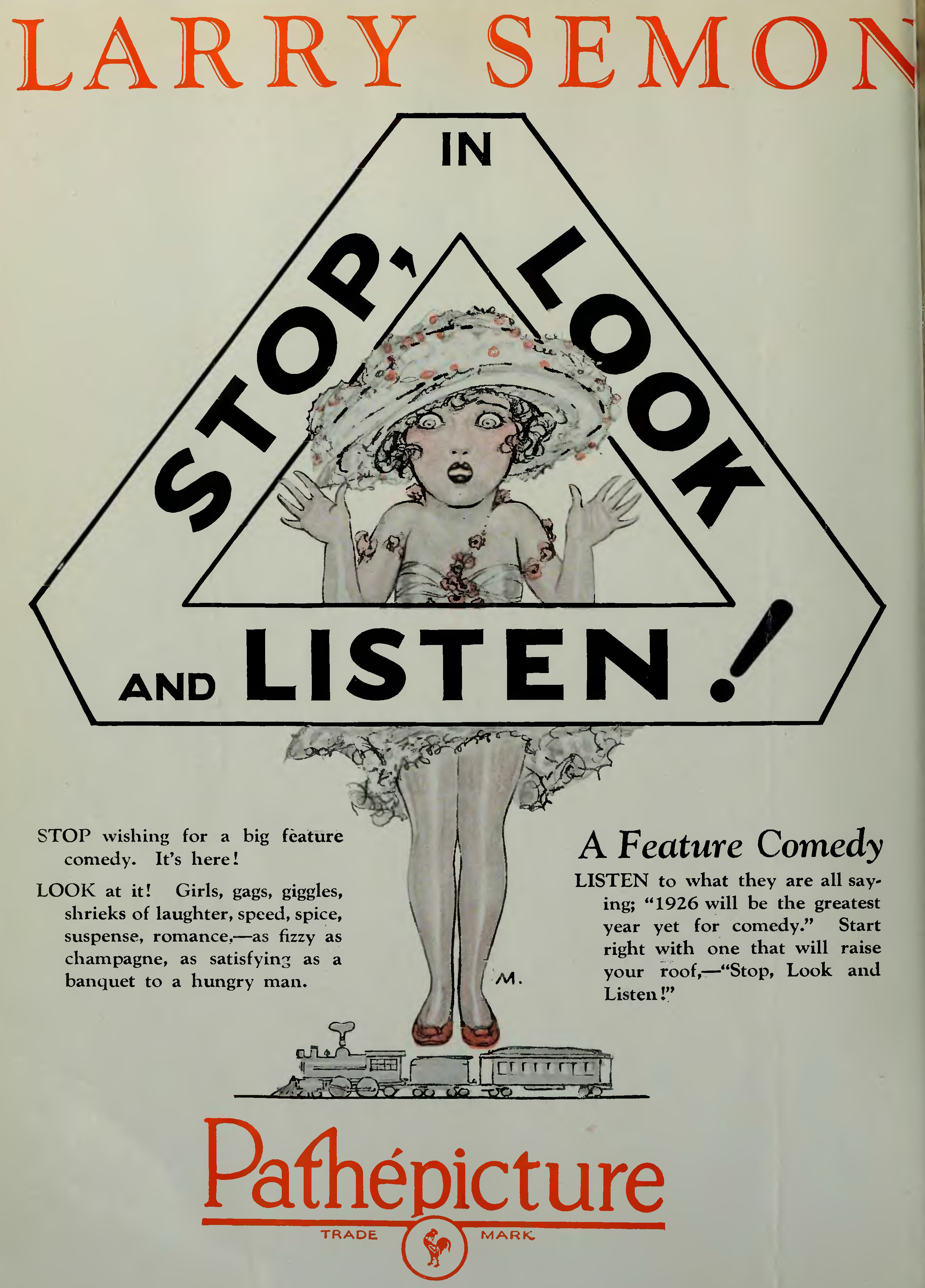
Annonce pour le film dans le magazine Film Daily.

Stop, Look and Listen est un film américain réalisé par Larry Semon et sorti en 1926.

## Fiche technique
- Réalisation : Larry Semon
- Scénario : Larry Semon d'après la pièce Stop, Look and Listen d'Irving Berlin et Harry B. Smith[1].
- Photographie : James S. Brown Jr., Hans F. Koenekamp
- Production : Larry Semon Productions
- Distributeur : Pathé Exchange
- Durée : 6 bobines[2]
- Date de sortie :
  - États-Unis : 1er janvier 1926

## Distribution
- Larry Semon : Luther Meek
- Dorothy Dwan : Dorothy
- Mary Carr : Mother
- William Gillespie : Bill
- Lionel Belmore : Sheriff
- B.F. Blinn as The Mayor
- Bull Montana : Strong Man
- Oliver Hardy: Show Manager (crédité Babe Hardy)
- Curtis 'Snowball' McHenry : Porter
- Josef Swickard : vieil acteur

## Statut du film
Le film qui était considéré comme perdu, a été redécouvert 94 ans après sa sortie par un archiviste japonais à Tokyo. 